# Фаулерит
Фаулерит (рос. фаулерит; англ. fowletite; нім. Fowlerit m) — мінерал, різновид родоніту, який містить залізо, кальцій, цинк і магній.
Названий за прізвищем американського мінералога С. Фаулера (S. Fowler), Ch.U.Shepard, 1832.
Синоніми: кеатингін, кеатингіт, китингін, китингіт, фоулерит.

## Опис
Характерний підвищеним вмістом ZnO (до 12 %). Містить (%): FeO — 3-9; CaO — 6-7. Утворює великі кристали (до 15 см), а також пластинчасті аґреґати. Густина 3,67. Колір м'ясо-червоний, червонувато-бурий, бурий. Блиск скляний. Супутній мінерал — кальцит. Рідкісний. Знайдений у родов. Франклін, та Стерлінг-Гілл (штат Нью-Джерсі, США).